# Équipe de France masculine de handball au Championnat du monde 2015
Cet article relate le parcours de l'Équipe de France masculine de handball lors du Championnat du monde 2015 organisé au Qatar du 16 janvier au 1er février 2015. Il s'agit de la 16e participation de la France aux Championnats du monde.
L'équipe de France termine en tête du groupe C en restant invaincue, malgré un début de compétition en demie teinte et un nul face à l'Islande. Lors du dernier match décidant du vainqueur de poule, la France bat la Suède au terme d'un match laborieux au cours duquel elle ne parvient à passer devant au score qu'en toute fin de match. Elle accède ainsi à une partie de tableau plus clémente pour la suite. Lors de la phase à élimination directe, les Bleus remportent ensuite deux victoires nettes au terme de deux matchs parfaitement maîtrisés contre l'Argentine en huitième de finale (33-20) et la Slovénie en quart de finale (32-23), grâce notamment à un Thierry Omeyer revenu en état de grâce après un début de compétition difficile. Elle se qualifie ainsi pour la demi-finale de la compétition pour affronter l'Espagne championne du monde en titre. À l'issue d'un match très engagé où les défenses des deux équipes prennent l'ascendant sur les attaques (seulement huit buts en seconde mi-temps pour chaque équipe), la France se défait 26 à 22 de son adversaire et se qualifie pour la finale de la compétition où elle affronte le Qatar, pays organisateur.
En finale, elle bat son hôte sur le score de 22 à 25 et devient ainsi le pays le plus titré de l'histoire avec cinq victoires.
Déjà championne olympique en 2012 et championne d'Europe en 2014, elle parvient par la même occasion à détenir pour la seconde fois tous les titres internationaux majeurs simultanément, ce qu'aucun autre pays n'est parvenu à accomplir dans l'histoire de ce sport. Elle obtient par ailleurs sa qualification directe pour les Jeux olympiques de Rio 2016.

## Présentation

### Qualification
La France obtient sa qualification directe grâce à sa victoire au Championnat d'Europe 2014.

### Matchs de préparation
Pour la phase de préparation, Claude Onesta a convoqué 20 joueurs parmi lesquels seront choisis les 16 joueurs (plus un éventuel remplaçant) sélectionné pour participer à la compétition. Onesta possède de grandes possibilités pour choisir ses joueurs puisqu'aucun joueur n'est blessé si ce n'est quelques incertitudes qui pèsent sur Luc Abalo. Enfin, afin de préparer l'avenir, il a également invité trois autres joueurs à intégrer le groupe France : Benjamin Afgour le pivot de US Dunkerque HBGL, Hugo Descat l'ailier gauche de l'US Créteil   et Wesley Pardin le gardien de but du Fenix Toulouse.
Cette phase de préparation est composée de deux stages, l'un à Capbreton (Landes) du 26 au 30 décembre 2014 et le seconde à Pornic (Loire-Atlantique) du 2 au 8 janvier 2015 ainsi que trois matchs amicaux :
- Tournoi international de Nantes dans le Parc des expositions de la Beaujoire - Hall XXL
  - vendredi 9 janvier (18h15), France -  Argentine : 33 - 19 (Mi-temps : 14-10) [3]
  - samedi 10 janvier (18h00), France -  Macédoine : 30 – 20 (Mi-temps : 18-8)[4]
- Match de préparation à Créteil au Palais des sports Robert-Oubron
  - lundi 12 janvier (19h00), France -  Autriche : 30 - 28 (Mi-temps : 15-12)[5]

### Effectif
Parmi les principaux absents, Luc Abalo a dû renoncer à cause d'une lésion musculaire au niveau des adducteurs non résorbée. Le poste d'ailier droit est ainsi dévolu à Guillaume Joli et Valentin Porte, ce dernier pouvant également évoluer au poste d'arrière droit.
Parmi les joueurs ayant participé aux matchs de préparation, Claude Onesta a décidé de ne retenir qu'un seul gardien de but derrière Thierry Omeyer, optant pour Cyril Dumoulin plutôt que Vincent Gérard du fait de son antériorité en équipe de France et d'une meilleure complémentarité avec Omeyer. Le second joueur non retenu est l'arrière gauche Timothey N'Guessan, en concurrence sur son poste avec Jérôme Fernandez, William Accambray et Mathieu Grébille. Enfin, les trois joueurs invités au stage de préparation, Benjamin Afgour, Hugo Descat et Wesley Pardin, n'ont pas été retenus comme il était initialement convenu.
Les joueurs sur la liste des 28 transmise à l'IHF qui n'ont pas participé à la compétition étaient :
| Joueur             | Poste          | Date de naissance | Taille  | Poids  | Sél. | Buts | Club                                | Commentaire                                       |
| ------------------ | -------------- | ----------------- | ------- | ------ | ---- | ---- | ----------------------------------- | ------------------------------------------------- |
| Luc Abalo          | Ailier droit   | 6 septembre 1984  | 1,82 cm | 80 kg  | 188  | 631  | Paris Saint-Germain Handball        | Forfait sur blessure                              |
| Hugo Descat        | Ailier gauche  | 16 août 1992      | 1,84 cm | 84 kg  | 2    | 0    | US Créteil                          | Joueurs ayant participé aux matchs de préparation |
| Vincent Gérard     | Gardien de but | 16 décembre 1986  | 1,88 cm | 101 kg | 16   | 0    | Dunkerque HGL                       | Joueurs ayant participé aux matchs de préparation |
| Timothey N'Guessan | Arrière gauche | 18 septembre 1992 | 1,94 cm | 94 kg  | 15   | 14   | Chambéry Savoie Mont Blanc Handball | Joueurs ayant participé aux matchs de préparation |
| Wesley Pardin      | Gardien de but | 1er janvier 1990  | 1,95 cm | 105 kg | 6    | 0    | Fenix Toulouse Handball             | Joueurs ayant participé aux matchs de préparation |
| Baptiste Butto     | Ailier gauche  | 13 février 1987   | 1,85 cm | 84 kg  | 0    | 0    | Dunkerque HGL                       | Autres joueurs de la liste prévisionnelle         |
| Nicolas Claire     | Demi-centre    | 10 juillet 1987   | 1,88 cm | 89 kg  | 0    | 0    | Handball Club de Nantes             | Autres joueurs de la liste prévisionnelle         |
| Adrien Dipanda     | Arrière droit  | 3 mai 1988        | 2,02 cm | 104 kg | 0    | 0    | Saint-Raphaël Var Handball          | Autres joueurs de la liste prévisionnelle         |
| Yann Genty         | Gardien de but | 26 décembre 1981  | 1,85 cm | 89 kg  | 0    | 0    | Chambéry Savoie Mont Blanc Handball | Autres joueurs de la liste prévisionnelle         |
| Cédric Paty        | Ailier droit   | 25 juillet 1981   | 1,94 cm | 89 kg  | 28   | 63   | Chambéry Savoie Mont Blanc Handball | Autres joueurs de la liste prévisionnelle         |
| Rémi Salou         | Pivot          | 9 février 1988    | 1,97 cm | 105 kg | 0    | 0    | Tremblay-en-France Handball         | Autres joueurs de la liste prévisionnelle         |

À noter que Bertrand Gille, qui accumule les blessures depuis les JO 2012, n'est pas sur cette liste élargie. Il annoncera officiellement sa retraite internationale le 3 février 2015, deux jours après la fin de la compétition.

## Résultats

### Phase de groupe
Lors de la phase de groupes, la France a terminé première du Groupe C :
|   | Équipe       | Pts | J | G | N | P | Bp  | Bc  | Diff |
| - | ------------ | --- | - | - | - | - | --- | --- | ---- |
| 1 | France       | 9   | 5 | 4 | 1 | 0 | 143 | 128 | 15   |
| 2 | Suède        | 7   | 5 | 3 | 1 | 1 | 137 | 109 | 28   |
| 3 | Islande      | 5   | 5 | 2 | 1 | 2 | 127 | 135 | -8   |
| 4 | Égypte       | 5   | 5 | 2 | 1 | 2 | 135 | 125 | 10   |
| 5 | Rép. tchèque | 4   | 5 | 2 | 0 | 3 | 145 | 138 | 7    |
| 6 | Algérie      | 0   | 5 | 0 | 0 | 5 | 109 | 161 | -52  |

| Date       | Équipe 1 | Score   | Équipe 2     |
| ---------- | -------- | ------- | ------------ |
| 16 janvier | France   | 30 – 27 | Rép. tchèque |
| 18 janvier | Égypte   | 24 – 28 | France       |
| 20 janvier | France   | 26 – 26 | Islande      |
| 22 janvier | Algérie  | 26 – 32 | France       |
| 24 janvier | France   | 27 – 25 | Suède        |

#### France - République tchèque
| 16 janvier 2015 21h00 UTC+03:00 | France              | 30 – 27  | Rép. tchèque | Duhail Handball Sports Hall, Doha Affluence : 1 800 Arbitrage : Gjeding, Hansen |
| 16 janvier 2015 21h00 UTC+03:00 | Guigou, Karabatic 7 | (16 – 9) | Horák 8      | Duhail Handball Sports Hall, Doha Affluence : 1 800 Arbitrage : Gjeding, Hansen |
| 16 janvier 2015 21h00 UTC+03:00 | ×2 ×6               | Rapport  | ×3 ×10 ×1    | Duhail Handball Sports Hall, Doha Affluence : 1 800 Arbitrage : Gjeding, Hansen |

| France                     |    |                   |      |                           |
|                            |    |                   |      |                           |
| G                          | 1  | Cyril Dumoulin    | 5/13 |                           |
| G                          | 16 | Thierry Omeyer    | 5/23 |                           |
| ARG                        | 2  | Jérôme Fernandez  | 0/4  |                           |
| ARD                        | 4  | Xavier Barachet   | 2/3  | Suspension                |
| P                          | 7  | Igor Anic         | -    |                           |
| ALD                        | 9  | Guillaume Joli    | 3/3  |                           |
| ARD                        | 10 | Kévynn Nyokas     | -    |                           |
| DC                         | 13 | Nikola Karabatic  | 7/12 |                           |
| ALG                        | 14 | Kentin Mahé       | 2/2  | Suspension · Suspension   |
| ARG                        | 18 | William Accambray | 2/6  | Suspension                |
| ARG                        | 18 | Mathieu Grébille  | -    |                           |
| P                          | 20 | Cédric Sorhaindo  | 5/6  | Suspension                |
| ALG                        | 21 | Michaël Guigou    | 7/8  |                           |
| P                          | 22 | Luka Karabatic    | 0/0  | Carton jaune · Suspension |
| ALD                        | 28 | Valentin Porte    | 2/3  | Carton jaune              |
| Entraîneur : Claude Onesta |    |                   |      |                           |

| France | Statistiques   | Rép. tchèque |
| ------ | -------------- | ------------ |
| 30/47  | Buts marqués   | 27/46        |
| 64 %   | % réussite     | 59 %         |
| 5/6    | Jets de 7 m    | 4/4          |
| 12 min | Suspensions    | 20 min       |
| 2      | Cartons jaunes | 3            |
| 0      | Cartons rouges | 1            |
| 9/36   | Arrêts         | 6/36         |
| 25 %   | % d'arrêts     | 17 %         |

| Rép. tchèque                          |    |                 |      |                                                                    |
|                                       |    |                 |      |                                                                    |
| G                                     | 16 | Martin Galia    | 3/28 |                                                                    |
| G                                     | 71 | Petr Štochl     | 3/8  |                                                                    |
| ALG                                   | 2  | Jakub Hrstka    | 0/1  | Suspension                                                         |
| DC                                    | 3  | Roman Bečvář    | 2/4  |                                                                    |
| ALD                                   | 5  | Miroslav Jurka  | 1/2  | Carton jaune                                                       |
| ALG                                   | 8  | Jiří Motl       | /    |                                                                    |
| ALD                                   | 11 | Jan Sobol       | 4/4  | Suspension · Suspension                                            |
| ARG                                   | 13 | Pavel Horák     | 8/14 | Suspension                                                         |
| DC                                    | 19 | Tomáš Babák     | 1/1  |                                                                    |
| ARD                                   | 22 | Petr Linhart    | 2/6  | Suspension                                                         |
| P                                     | 23 | Leoš Petrovský  | 1/3  | Carton jaune · Suspension · Suspension · Suspension · Carton rouge |
| DC                                    | 27 | Ondřej Zdráhala | 7/8  | Suspension                                                         |
| P                                     | 32 | Jakub Šindelář  | /    |                                                                    |
| ARG                                   | 41 | Michal Kasal    | 1/3  |                                                                    |
| DC                                    | 42 | Jakub Szymanski | /    | Carton jaune · Suspension                                          |
| Entraîneur : Jan Filip / Daniel Kubeš |    |                 |      |                                                                    |

Côté français, Daniel Narcisse, en phase de reprise, n'a pas été inscrit sur la feuille de match. Pour pouvoir intégrer Narcisse parmi les 16 joueurs sans utiliser l'option de joker médical, Claude Onesta a choisi de n'inscrire que 15 joueurs sur la feuille de match en laissant Samuel Honrubia dans les tribunes. Côté tchèque, la star Filip Jícha, en proie à des soucis intestinaux, a dû déclarer forfait pour ce match.

#### France - Égypte
| 18 janvier 2015 21h00 UTC+03:00 | France             | 28 – 24   | Égypte         | Duhail Handball Sports Hall, Doha Affluence : 4 500 Arbitrage : Nenad Krstič, Peter Ljubič |
| 18 janvier 2015 21h00 UTC+03:00 | Nikola Karabatic 6 | (14 – 11) | Mohamed Amer 5 | Duhail Handball Sports Hall, Doha Affluence : 4 500 Arbitrage : Nenad Krstič, Peter Ljubič |
| 18 janvier 2015 21h00 UTC+03:00 | ×3 ×7              | Rapport   | ×3 ×10         | Duhail Handball Sports Hall, Doha Affluence : 4 500 Arbitrage : Nenad Krstič, Peter Ljubič |

| France                     |    |                   |      |                                        |
|                            |    |                   |      |                                        |
| G                          | 1  | Cyril Dumoulin    | 2/10 |                                        |
| G                          | 16 | Thierry Omeyer    | 6/22 |                                        |
| ARG                        | 2  | Jérôme Fernandez  | 1/2  |                                        |
| ARD                        | 4  | Xavier Barachet   | 4/7  | Suspension · Suspension                |
| P                          | 7  | Igor Anic         | 0/0  |                                        |
| ALD                        | 9  | Guillaume Joli    | 1/2  | Suspension                             |
| ARD                        | 10 | Kévynn Nyokas     | -    |                                        |
| DC                         | 13 | Nikola Karabatic  | 6/10 | Carton jaune · Suspension              |
| ALG                        | 14 | Kentin Mahé       | 0/2  |                                        |
| ARG                        | 18 | William Accambray | 5/6  | Suspension                             |
| P                          | 20 | Cédric Sorhaindo  | 4/4  |                                        |
| ALG                        | 21 | Michaël Guigou    | 4/4  | Carton jaune                           |
| P                          | 22 | Luka Karabatic    | 0/0  | Carton jaune · Suspension · Suspension |
| ALD                        | 28 | Valentin Porte    | 3/4  |                                        |
| Entraîneur : Claude Onesta |    |                   |      |                                        |

| France | Statistiques   | Égypte |
| ------ | -------------- | ------ |
| 28/41  | Buts marqués   | 24/37  |
| 68 %   | % réussite     | 65 %   |
| 5/6    | Jets de 7 m    | 4/7    |
| 14 min | Suspensions    | 20 min |
| 3      | Cartons jaunes | 3      |
| 0      | Cartons rouges | 0      |
| 8/32   | Arrêts         | 9/37   |
| 25 %   | % d'arrêts     | 24 %   |

| Égypte                    |    |                        |      |                                        |
|                           |    |                        |      |                                        |
| G                         | 88 | Karim Handawy          | 5/20 |                                        |
| G                         | 12 | Mohamed Bakir El-Nakib | 4/17 |                                        |
| G                         | 72 | Mahmoud Khalil         | -    |                                        |
| ARD                       | 3  | Mamdouh Abou Ebaid     | 2/3  | Suspension                             |
| ALD                       | 5  | Mahmoud Radwan         | 1/3  | Suspension                             |
| P                         | 6  | Ahmed Abdelrahman      | 1/1  | Suspension                             |
| P                         | 8  | Mohamed Ramadan        | 4/4  |                                        |
| ALG                       | 9  | Eslam Issa             | 2/3  | Suspension                             |
| ALG                       | 13 | Omar El Wakil          | -    |                                        |
| ALD                       | 15 | Mohamed Amer           | 5/5  | Suspension                             |
| DC                        | 19 | Mohamed El Bassiouny   | 1/5  | Carton jaune                           |
| DC                        | 20 | Mohamed Hashem         | 2/2  | Suspension                             |
| P                         | 24 | Ibrahim El-Masry       | 0/0  | Carton jaune · Suspension · Suspension |
| ARG                       | 39 | Yehia El Deraa         | 0/0  | Carton jaune                           |
| ARD                       | 66 | Ahmed El-Ahmar         | 2/4  |                                        |
| ARG                       | 90 | Ali Zein               | 4/7  | Suspension · Suspension                |
| Entraîneur : Marwan Ragab |    |                        |      |                                        |

Comme lors du match précédent, Daniel Narcisse est préservé et Samuel Honrubia n'est pas inscrit sur la feuille de match. Mathieu Grébille, bien qu'inscrit sur la feuille de match, n'est pas apparu sur le banc français à cause d'un état grippal. Enfin, Kévynn Nyokas n'est pas entré en jeu.

#### France - Islande
| 20 janvier 2015 21h00 UTC+03:00 | France             | 26 – 26   | Islande                                    | Duhail Handball Sports Hall, Doha Affluence : 2 500 Arbitrage : Duarte Santos, Ricardo Fonseca |
| 20 janvier 2015 21h00 UTC+03:00 | Nikola Karabatic 6 | (12 – 14) | Ásgeir Örn Hallgrímsson, Aron Pálmarsson 5 | Duhail Handball Sports Hall, Doha Affluence : 2 500 Arbitrage : Duarte Santos, Ricardo Fonseca |
| 20 janvier 2015 21h00 UTC+03:00 | ×3 ×5 ×1 (3x2min)  | Rapport   | ×4* ×7                                     | Duhail Handball Sports Hall, Doha Affluence : 2 500 Arbitrage : Duarte Santos, Ricardo Fonseca |

* dont un pour l'entraineur Aron Kristjánsson
| France                     |    |                   |       |                                                                    |
|                            |    |                   |       |                                                                    |
| G                          | 1  | Cyril Dumoulin    | 0/0   |                                                                    |
| G                          | 16 | Thierry Omeyer    | 18/42 |                                                                    |
| ARG                        | 2  | Jérôme Fernandez  | 0/0   |                                                                    |
| ARD                        | 4  | Xavier Barachet   | 0/3   | Suspension                                                         |
| P                          | 7  | Igor Anic         | -     |                                                                    |
| DC                         | 8  | Daniel Narcisse   | 3/5   |                                                                    |
| ALD                        | 9  | Guillaume Joli    | 4/6   |                                                                    |
| ARD                        | 10 | Kévynn Nyokas     | -     |                                                                    |
| DC                         | 13 | Nikola Karabatic  | 6/6   | Carton jaune · Suspension · Suspension · Suspension · Carton rouge |
| ALG                        | 14 | Kentin Mahé       | -     |                                                                    |
| ARG                        | 15 | Mathieu Grébille  | -     |                                                                    |
| ARG                        | 18 | William Accambray | 3/7   | Carton jaune                                                       |
| P                          | 20 | Cédric Sorhaindo  | 5/6   |                                                                    |
| ALG                        | 21 | Michaël Guigou    | 2/4   |                                                                    |
| P                          | 22 | Luka Karabatic    | 2/4   | Carton jaune                                                       |
| ALD                        | 28 | Valentin Porte    | 1/2   | Suspension                                                         |
| Entraîneur : Claude Onesta |    |                   |       |                                                                    |

| France | Statistiques   | Islande |
| ------ | -------------- | ------- |
| 26/43  | Buts marqués   | 26/50   |
| 60 %   | % réussite     | 52 %    |
| 4/6    | Jets de 7 m    | 2/2     |
| 10 min | Suspensions    | 14 min  |
| 3      | Cartons jaunes | 4       |
| 1      | Cartons rouges | 0       |
| 18/44  | Arrêts         | 10/34   |
| 41 %   | % d'arrêts     | 29 %    |

| Islande                        |    |                           |       |                                        |
|                                |    |                           |       |                                        |
| G                              | 1  | Björgvin Páll Gústavsson  | 10/33 |                                        |
| G                              | 12 | Aron Rafn Eðvarðsson      | 0/1   |                                        |
| P                              | 2  | Vignir Svavarsson         | 0/0   | Suspension · Suspension                |
| P                              | 3  | Kári Kristjánsson         | 1/2   |                                        |
| DC/ARG                         | 4  | Aron Pálmarsson           | 5/11  |                                        |
| ARD/ALD                        | 6  | Ásgeir Örn Hallgrímsson   | 5/7   | Suspension                             |
| ARG                            | 7  | Arnór Atlason             | 0/2   |                                        |
| ALG                            | 9  | Guðjón Valur Sigurðsson   | 3/5   |                                        |
| DC                             | 10 | Snorri Steinn Guðjónsson  | 4/5   |                                        |
| ALD                            | 14 | Arnór Þór Gunnarsson      | 2/4   |                                        |
| ARD                            | 15 | Alexander Petersson       | 4/11  | Suspension · Suspension                |
| P                              | 17 | Sverre Andreas Jakobsson  | 0/0   | Carton jaune · Suspension · Suspension |
| P                              | 18 | Róbert Gunnarsson         | 2/3   | Carton jaune                           |
| ARG                            | 19 | Sigurbergur Sveinsson     | 0/0   |                                        |
| ALG                            | 22 | Stefán Rafn Sigurmannsson | 0/0   |                                        |
| P                              | 26 | Bjarki Már Gunnarsson     | 0/0   | Carton jaune                           |
| Entraîneur : Aron Kristjánsson |    |                           |       |                                        |

#### France - Algérie
| 22 janvier 2015 21h00 UTC+03:00 | Algérie             | 26 – 32   | France           | Ali Bin Hamad Al Attiya Arena, Doha Affluence : 2 000 Arbitrage : Nenad Nikolić, Dušan Stojković |
| 22 janvier 2015 21h00 UTC+03:00 | Messaoud Berkous 11 | (12 – 19) | Michaël Guigou 7 | Ali Bin Hamad Al Attiya Arena, Doha Affluence : 2 000 Arbitrage : Nenad Nikolić, Dušan Stojković |
| 22 janvier 2015 21h00 UTC+03:00 | ×3 ×9               | Rapport   | ×3 ×5            | Ali Bin Hamad Al Attiya Arena, Doha Affluence : 2 000 Arbitrage : Nenad Nikolić, Dušan Stojković |

| Algérie                   |    |                    |       |                                        |
|                           |    |                    |       |                                        |
| G                         | 12 | Abdellah Benmenni  | 7/36  |                                        |
| G                         | 16 | Adel Bousmal       | 0/3   |                                        |
| DC                        | 5  | Khaled Chentout    | -     |                                        |
| ARG                       | 6  | Messaoud Berkous   | 11/18 | Carton jaune                           |
| ALG                       | 7  | Hichem Daoud       | 0/3   | Carton jaune · Suspension · Suspension |
| ARG                       | 10 | Sassi Boultif      | -     |                                        |
| ALG                       | 13 | Riad Chehbour      | 2/5   | Suspension · Suspension                |
| ALD                       | 14 | Rabah Soudani      | 2/4   | Suspension · Suspension                |
| ARG                       | 15 | Tarek Boukhemis    | -     |                                        |
| ARD                       | 17 | Abderrahim Berriah | 2/8   | Suspension                             |
| P                         | 18 | Hichem Kaabeche    | 6/7   |                                        |
| ALG                       | 19 | Ayatallah Hamoud   | 1/1   |                                        |
| ARD                       | 20 | El Hadi Biloum     | -     |                                        |
| P                         | 21 | Mohamed Mokrani    | 0/1   | Suspension                             |
| ALD                       | 24 | Messaoud Layadi    | 2/2   |                                        |
| ARG                       | 25 | Belgacem Filah     | 0/1   | Carton jaune · Suspension              |
| Entraîneur : Réda Zeguili |    |                    |       |                                        |

| Algérie | Statistiques   | France |
| ------- | -------------- | ------ |
| 26/50   | Buts marqués   | 32/47  |
| 52 %    | % réussite     | 68 %   |
| 3/4     | Jets de 7 m    | 8/9    |
| 18 min  | Suspensions    | 10 min |
| 3       | Cartons jaunes | 3      |
| 0       | Cartons rouges | 0      |
| 7/39    | Arrêts         | 13/39  |
| 18 %    | % d'arrêts     | 33 %   |

| France                     |    |                   |      |              |
|                            |    |                   |      |              |
| G                          | 1  | Cyril Dumoulin    | 9/23 |              |
| G                          | 16 | Thierry Omeyer    | 4/16 |              |
| ARG                        | 2  | Jérôme Fernandez  | 4/6  |              |
| ARD                        | 4  | Xavier Barachet   | 2/2  |              |
| P                          | 7  | Igor Anic         | 1/1  | Suspension   |
| DC                         | 8  | Daniel Narcisse   | 3/4  | Suspension   |
| ALD                        | 9  | Guillaume Joli    | 1/3  | Carton jaune |
| ARD                        | 10 | Kévynn Nyokas     | 2/4  |              |
| DC                         | 13 | Nikola Karabatic  | -    |              |
| ALG                        | 14 | Kentin Mahé       | 4/6  | Suspension   |
| ARG                        | 15 | Mathieu Grébille  | 0/3  | Suspension   |
| ARG                        | 18 | William Accambray | 1/1  | Carton jaune |
| P                          | 20 | Cédric Sorhaindo  | 2/3  | Suspension   |
| ALG                        | 21 | Michaël Guigou    | 7/8  |              |
| P                          | 22 | Luka Karabatic    | 1/2  | Carton jaune |
| ALD                        | 28 | Valentin Porte    | 4/4  |              |
| Entraîneur : Claude Onesta |    |                   |      |              |

#### France - Suède
| 24 janvier 2015 21h00 UTC+03:00 | France           | 27 – 25   | Suède           | Ali Bin Hamad Al Attiya Arena, Doha Affluence : 3 000 Arbitrage : Óscar Raluy López, Ángel Sabroso Ramírez |
| 24 janvier 2015 21h00 UTC+03:00 | Guillaume Joli 9 | (11 – 12) | Jonas Källman 8 | Ali Bin Hamad Al Attiya Arena, Doha Affluence : 3 000 Arbitrage : Óscar Raluy López, Ángel Sabroso Ramírez |
| 24 janvier 2015 21h00 UTC+03:00 | ×4 ×2 ×1         | Rapport   | ×3 ×4           | Ali Bin Hamad Al Attiya Arena, Doha Affluence : 3 000 Arbitrage : Óscar Raluy López, Ángel Sabroso Ramírez |

| France                     |    |                   |       |                             |
|                            |    |                   |       |                             |
| G                          | 1  | Cyril Dumoulin    | -     |                             |
| G                          | 16 | Thierry Omeyer    | 13/38 |                             |
| ARG                        | 2  | Jérôme Fernandez  | -     |                             |
| ARD                        | 4  | Xavier Barachet   | 1/4   |                             |
| P                          | 7  | Igor Anic         | -     |                             |
| DC                         | 8  | Daniel Narcisse   | 0/4   |                             |
| ALD                        | 9  | Guillaume Joli    | 9/9   |                             |
| ARD                        | 10 | Kévynn Nyokas     | 1/4   |                             |
| DC                         | 13 | Nikola Karabatic  | 0/5   | Suspension · Suspension     |
| ALG                        | 14 | Kentin Mahé       | 5/6   |                             |
| ARG                        | 15 | Mathieu Grébille  | -     |                             |
| ARG                        | 18 | William Accambray | 1/3   |                             |
| P                          | 20 | Cédric Sorhaindo  | 4/4   | Carton jaune                |
| ALG                        | 21 | Michaël Guigou    | 3/5   |                             |
| P                          | 22 | Luka Karabatic    | -     | Carton jaune · Carton rouge |
| ALD                        | 28 | Valentin Porte    | 3/5   | Carton jaune                |
| Entraîneur : Claude Onesta |    |                   |       |                             |

| France | Statistiques   | Suède |
| ------ | -------------- | ----- |
| 27/49  | Buts marqués   | 25/48 |
| 55 %   | % réussite     | 52 %  |
| 9/10   | Jets de 7 m    | 4/4   |
| 4 min  | Suspensions    | 8 min |
| 4      | Cartons jaunes | 3     |
| 1      | Cartons rouges | 0     |
| 13/38  | Arrêts         | 11/38 |
| 34 %   | % d'arrêts     | 29 %  |

| Suède                                      |    |                    |       |                           |
|                                            |    |                    |       |                           |
| G                                          | 1  | Mattias Andersson  | 11/32 |                           |
| G                                          | 22 | Johan Sjöstrand    | 0/6   |                           |
| ARD                                        | 2  | Magnus Persson     | 3/5   | Suspension                |
| ARG                                        | 4  | Markus Olsson      | 2/6   | Suspension                |
| ARD                                        | 5  | Kim Andersson      | -     |                           |
| ALG                                        | 6  | Jonas Källman      | 8/13  |                           |
| DC                                         | 8  | Lukas Karlsson     | 1/4   |                           |
| ALD                                        | 10 | Niclas Ekberg      | 2/5   | Carton jaune              |
| P                                          | 18 | Tobias Karlsson    | -     |                           |
| DC                                         | 21 | Patrik Fahlgren    | -     |                           |
| ALG                                        | 24 | Fredrik Petersen   | 3/4   | Suspension                |
| P                                          | 27 | Niclas Barud       | -     |                           |
| ARG                                        | 31 | Viktor Östlund     | 4/7   | Carton jaune · Suspension |
| ARD                                        | 32 | Mattias Zachrisson | 0/2   |                           |
| P                                          | 35 | Andreas Nilsson    | 2/2   | Carton jaune              |
| P                                          | 36 | Jesper Nielsen     | -     |                           |
| Entraîneur : Ola Lindgren / Staffan Olsson |    |                    |       |                           |

### Phase finale

#### Huitième de finale
| 26 janvier 2015 21h00 UTC+03:00 | France  | 33-20   | Argentine | Ali Bin Hamad Al Attiya Arena, Doha Affluence : 1 500 Arbitrage : Gjeding, Hansen |
| 26 janvier 2015 21h00 UTC+03:00 | Porte 6 | (16-6)  | Carou 4   | Ali Bin Hamad Al Attiya Arena, Doha Affluence : 1 500 Arbitrage : Gjeding, Hansen |
| 26 janvier 2015 21h00 UTC+03:00 | ×2 ×4   | Rapport | ×2 ×1     | Ali Bin Hamad Al Attiya Arena, Doha Affluence : 1 500 Arbitrage : Gjeding, Hansen |

| France                     |    |                   |       |                           |
|                            |    |                   |       |                           |
| G                          | 1  | Cyril Dumoulin    | 1/8   |                           |
| G                          | 16 | Thierry Omeyer    | 13/26 |                           |
| ARG                        | 2  | Jérôme Fernandez  | 3/3   |                           |
| ARD                        | 4  | Xavier Barachet   | 1/2   | Carton jaune · Suspension |
| P                          | 7  | Igor Anic         | 1/2   |                           |
| DC                         | 8  | Daniel Narcisse   | 1/2   |                           |
| ALD                        | 9  | Guillaume Joli    | 5/5   |                           |
| ARD                        | 10 | Kévynn Nyokas     | 1/1   |                           |
| DC                         | 13 | Nikola Karabatic  | 1/1   | Suspension · Suspension   |
| ALG                        | 14 | Kentin Mahé       | 2/4   |                           |
| ARG                        | 15 | Mathieu Grébille  | 2/2   |                           |
| ARG                        | 18 | William Accambray | 2/2   |                           |
| P                          | 20 | Cédric Sorhaindo  | 3/3   |                           |
| ALG                        | 21 | Michaël Guigou    | 4/6   | Suspension                |
| P                          | 22 | Luka Karabatic    | 1/1   | Carton jaune              |
| ALD                        | 28 | Valentin Porte    | 6/8   |                           |
| Entraîneur : Claude Onesta |    |                   |       |                           |

| France | Statistiques   | Argentine |
| ------ | -------------- | --------- |
| 33/42  | Buts marqués   | 20/42     |
| 79 %   | % réussite     | 48 %      |
| 3/4    | Jets de 7 m    | 1/2       |
| 8 min  | Suspensions    | 2 min     |
| 2      | Cartons jaunes | 2         |
| 0      | Cartons rouges | 0         |
| 14/34  | Arrêts         | 8/41      |
| 41 %   | % d'arrêts     | 20 %      |

| Argentine                     |    |                           |      |              |
|                               |    |                           |      |              |
| G                             | 1  | Matías Schulz             | 5/20 |              |
| G                             | 12 | Fernando García           | 3/21 |              |
| ALG                           | 2  | Federico Gastón Fernández | -    | Suspension   |
| ALD                           | 3  | Federico Pizarro          | 3/5  |              |
| DC                            | 4  | Sebastián Simonet         | 2/6  |              |
| P                             | 5  | Pablo Sebastián Portela   | -    | Carton jaune |
| DC                            | 6  | Diego Simonet             | 0/3  |              |
| ALD                           | 7  | Facundo Cangiani          | 3/4  |              |
| ARG                           | 8  | Pablo Simonet             | 2/7  |              |
| ARD                           | 9  | Leonardo Facundo Querín   | 1/2  |              |
| ARD                           | 10 | Federico Matías Vieyra    | 0/4  |              |
| ARG                           | 13 | Juan Pablo Fernández      | 3/4  |              |
| ARG                           | 14 | Agustín Vidal             | -    |              |
| P                             | 15 | Gonzalo Carou             | 4/5  | Carton jaune |
| ALG                           | 18 | Adrián Portela            | -    |              |
| P                             | 22 | Sergio Crevatin           | 2/2  |              |
| Entraîneur : Eduardo Gallardo |    |                           |      |              |

#### Quart de finale
| 28 janvier 2015 21:00 UTC+03:00 | Slovénie    | 23 - 32   | France     | Ali Bin Hamad Al Attiya Arena, Doha Affluence : 2 500 Arbitrage : Novotný, Horáček |
| 28 janvier 2015 21:00 UTC+03:00 | L. Žvižej 6 | (10 - 18) | Narcisse 6 | Ali Bin Hamad Al Attiya Arena, Doha Affluence : 2 500 Arbitrage : Novotný, Horáček |
| 28 janvier 2015 21:00 UTC+03:00 | ×4 ×5       | Rapport   | ×2         | Ali Bin Hamad Al Attiya Arena, Doha Affluence : 2 500 Arbitrage : Novotný, Horáček |

| Slovénie                 |    |                 |       |                           |
|                          |    |                 |       |                           |
| G                        | 12 | Gorazd Škof     | 12/32 |                           |
| G                        | 16 | Primož Prošt    | 1/13  |                           |
| ARD                      | 7  | Vid Kavtičnik   | 1/2   |                           |
| ARD                      | 9  | Jure Natek      | 1/4   |                           |
| ARG                      | 10 | Klemen Cehte    | 4/11  | Suspension                |
| ARD                      | 11 | Jure Dolenec    | 4/10  | Carton jaune              |
| ALG                      | 13 | David Špiler    | -     |                           |
| DC                       | 14 | Sebastian Skube | 1/3   |                           |
| P                        | 19 | Miha Žvižej     | 0/4   | Carton jaune · Suspension |
| ALG                      | 20 | Luka Žvižej     | 6/6   | Suspension                |
| P                        | 22 | Matej Gaber     | 0/1   |                           |
| DC                       | 23 | Uroš Zorman     | 1/2   | Carton jaune              |
| DC                       | 25 | Marko Bezjak    | 1/1   |                           |
| ARG                      | 27 | Miladin Kozlina | -     |                           |
| ALD                      | 30 | Dragan Gajić    | 4/5   |                           |
| P                        | 33 | Uroš Bundalo    | -     | Suspension · Suspension   |
| Entraîneur : Boris Denić |    |                 |       |                           |

| Slovénie | Statistiques   | France |
| -------- | -------------- | ------ |
| 23/49    | Buts marqués   | 32/52  |
| 47 %     | % réussite     | 62 %   |
| 2/2      | Jets de 7 m    | 2/2    |
| 10 min   | Suspensions    | 4 min  |
| 4        | Cartons jaunes | 2      |
| 0        | Cartons rouges | 0      |
| 13/45    | Arrêts         | 18/41  |
| 29 %     | % d'arrêts     | 44 %   |

| France                     |    |                   |       |                           |
|                            |    |                   |       |                           |
| G                          | 1  | Cyril Dumoulin    | -     |                           |
| G                          | 16 | Thierry Omeyer    | 18/41 |                           |
| ARG                        | 2  | Jérôme Fernandez  | 0/1   | Suspension                |
| ARD                        | 4  | Xavier Barachet   | 3/7   | Carton jaune              |
| P                          | 7  | Igor Anic         | -     |                           |
| DC                         | 8  | Daniel Narcisse   | 6/9   |                           |
| ALD                        | 9  | Guillaume Joli    | 4/4   |                           |
| ARD                        | 10 | Kévynn Nyokas     | 2/3   |                           |
| DC                         | 13 | Nikola Karabatic  | 5/8   |                           |
| ALG                        | 14 | Kentin Mahé       | 4/6   |                           |
| ARG                        | 15 | Mathieu Grébille  | -     |                           |
| ARG                        | 18 | William Accambray | 0/2   |                           |
| P                          | 20 | Cédric Sorhaindo  | 1/3   |                           |
| ALG                        | 21 | Michaël Guigou    | 1/1   |                           |
| P                          | 22 | Luka Karabatic    | 3/4   | Carton jaune · Suspension |
| ALD                        | 28 | Valentin Porte    | 3/4   |                           |
| Entraîneur : Claude Onesta |    |                   |       |                           |

#### Demi-finale
| 30 janvier 2015 21h00 UTC+03:00 | Espagne            | 22 - 26   | France   | Lusail Sports Arena, Lusail Affluence : 9 000 Arbitrage : Krstić, Ljubič |
| 30 janvier 2015 21h00 UTC+03:00 | Cañellas, Ugalde 5 | (14 - 18) | Guigou 5 | Lusail Sports Arena, Lusail Affluence : 9 000 Arbitrage : Krstić, Ljubič |
| 30 janvier 2015 21h00 UTC+03:00 | ×3                 | Rapport   | ×3       | Lusail Sports Arena, Lusail Affluence : 9 000 Arbitrage : Krstić, Ljubič |

| Espagne                     |    |                              |       |                           |
|                             |    |                              |       |                           |
| G                           | 12 | José Manuel Sierra           | 0/1   |                           |
| G                           | 33 | Gonzalo Pérez de Vargas      | 12/37 |                           |
| ALD                         | 4  | Albert Rocas                 | 2/3   |                           |
| ARD                         | 5  | Jorge Maqueda                | 2/4   | Carton jaune · Suspension |
| ALD                         | 8  | Víctor Tomás                 | 2/7   |                           |
| DC                          | 9  | Raúl Entrerríos              | 0/2   |                           |
| P                           | 13 | Julen Aguinagalde            | 1/3   | Suspension                |
| ALG                         | 15 | Cristian Ugalde              | 5/6   |                           |
| P                           | 19 | Juan Andreu Candau           | /     |                           |
| DC                          | 20 | José María Rodríguez Vaquero | /     | Carton jaune              |
| DC                          | 21 | Joan Cañellas                | 5/12  |                           |
| ARG                         | 24 | Viran Morros                 | /     | Suspension                |
| ARG                         | 26 | Antonio García Robledo       | 0/1   |                           |
| ALG                         | 28 | Valero Rivera                | 3/5   |                           |
| P                           | 30 | Gedeón Guardiola             | /     | Carton jaune              |
| ARD                         | 40 | Alex Dujshebaev              | 2/4   |                           |
| Entraîneur : Manolo Cadenas |    |                              |       |                           |

| Espagne | Statistiques   | France |
| ------- | -------------- | ------ |
| 22/47   | Buts marqués   | 26/44  |
| 47 %    | % réussite     | 59 %   |
| 2/6     | Jets de 7 m    | 3/3    |
| 6 min   | Suspensions    | 6 min  |
| 3       | Cartons jaunes | 3      |
| 0       | Cartons rouges | 0      |
| 12/38   | Arrêts         | 20/42  |
| 32 %    | % d'arrêts     | 48 %   |

| France                     |    |                   |       |                                        |
|                            |    |                   |       |                                        |
| G                          | 1  | Cyril Dumoulin    | -     |                                        |
| G                          | 16 | Thierry Omeyer    | 20/42 |                                        |
| ARG                        | 2  | Jérôme Fernandez  | 0/1   |                                        |
| ARD                        | 4  | Xavier Barachet   | 2/5   | Carton jaune · Suspension · Suspension |
| P                          | 7  | Igor Anic         | -     |                                        |
| DC                         | 8  | Daniel Narcisse   | 4/9   |                                        |
| ALD                        | 9  | Guillaume Joli    | 3/3   |                                        |
| ARD                        | 10 | Kévynn Nyokas     | -     |                                        |
| DC                         | 13 | Nikola Karabatic  | 3/7   |                                        |
| ALG                        | 14 | Kentin Mahé       | -     |                                        |
| ARG                        | 15 | Mathieu Grébille  | 1/3   |                                        |
| ARG                        | 18 | William Accambray | -     |                                        |
| P                          | 20 | Cédric Sorhaindo  | 4/6   | Carton jaune · Suspension              |
| ALG                        | 21 | Michaël Guigou    | 5/5   |                                        |
| P                          | 22 | Luka Karabatic    | -     | Carton jaune                           |
| ALD                        | 28 | Valentin Porte    | 4/5   |                                        |
| Entraîneur : Claude Onesta |    |                   |       |                                        |

#### Finale
Pour ce match, Mathieu Grébille, qui s'est blessé en se réceptionnant mal sur une chute en début de seconde période lors de la demi-finale, est remplacé par Samuel Honrubia.
| 1er février 2015 19h15 UTC+03:00 | Qatar            | 22 - 25   | France             | Lusail Sports Arena, Lusail Affluence : 15 000 Arbitrage : Jiří Novotný, Václav Horáček |
| 1er février 2015 19h15 UTC+03:00 | Žarko Marković 7 | (11 - 14) | Nikola Karabatic 5 | Lusail Sports Arena, Lusail Affluence : 15 000 Arbitrage : Jiří Novotný, Václav Horáček |
| 1er février 2015 19h15 UTC+03:00 | ×3* ×4           | Rapport   | ×4* ×2             | Lusail Sports Arena, Lusail Affluence : 15 000 Arbitrage : Jiří Novotný, Václav Horáček |

* dont un pour Valero Rivera, entraîneur du Qatar, et un pour Didier Dinart, entraîneur adjoint de la France.
| Qatar | France |

| Composition:    |               |               |                     |               |                                  |
|                 | GB            | 12            | Danijel Šarić       | 14/37         |                                  |
|                 | GB            | 16            | Goran Stojanović    | 1/3           |                                  |
|                 | ARD           | 1             | Žarko Marković      | 7/16          |                                  |
|                 | ARG           | 4             | Hassan Mabrouk      | 0/0           | Averti · Suspension · Suspension |
|                 | ARG           | 7             | Bertrand Roiné      | 0/3           |                                  |
|                 | ARG           | 9             | Rafael Capote       | 6/7           | Suspension · Suspension          |
|                 | ALD           | 10            | Abdulla Al-Karbi    | 0/2           |                                  |
|                 | ALD           | 13            | Eldar Memišević     | 1/3           |                                  |
|                 | P             | 19            | Borja Vidal         | 3/3           |                                  |
|                 | ARG           | 20            | Jovo Damjanović     | X             |                                  |
|                 | DC            | 25            | Kamalaldin Mallash  | 3/4           | Averti                           |
|                 | P             | 41            | Youssef Benali      | 1/2           |                                  |
|                 | ALG           | 66            | Hamad Madadi        | 1/1           |                                  |
|                 | ARD           | 77            | Hadi Hamdoon        | X             |                                  |
|                 | DC            | 86            | Mahmoud Hassab Alla | 0/1           |                                  |
|                 | ARG           | 94            | Ameen Zakkar        | X             |                                  |
| Sélectionneur : |               |               |                     |               |                                  |
| Valero Rivera   | Valero Rivera | Valero Rivera | Valero Rivera       | Valero Rivera | Averti                           |

| Graphique montrant l'évolution globale du score |                |       |
| 22/42                                           | Buts marqués   | 25/47 |
| 52 %                                            | % réussite     | 53 %  |
| 3/3                                             | Jets de 7 m    | 2/3   |
| 8 min                                           | Suspensions    | 4 min |
| 3                                               | Cartons jaunes | 4     |
| 0                                               | Cartons rouges | 0     |
| 15/40                                           | Arrêts         | 9/31  |
| 40 %                                            | % d'arrêts     | 33 %  |

| Composition:    |               |               |                   |               |                     |
|                 | GB            | 16            | Thierry Omeyer    | 9/31          |                     |
|                 | GB            | 1             | Cyril Dumoulin    | X             |                     |
|                 | ARG           | 2             | Jérôme Fernandez  | 1/2           |                     |
|                 | ARD           | 4             | Xavier Barachet   | 3/6           |                     |
|                 | P             | 7             | Igor Anic         | X             |                     |
|                 | DC            | 8             | Daniel Narcisse   | 4/7           |                     |
|                 | ALD           | 9             | Guillaume Joli    | 0/1           |                     |
|                 | ARD           | 10            | Kévynn Nyokas     | 3/5           |                     |
|                 | ALG           | 11            | Samuel Honrubia   | X             |                     |
|                 | DC            | 13            | Nikola Karabatic  | 5/7           | Averti · Suspension |
|                 | ALG           | 14            | Kentin Mahé       | 1/2           |                     |
|                 | ARG           | 18            | William Accambray | 0/0           | Averti              |
|                 | P             | 20            | Cédric Sorhaindo  | 1/3           | Averti · Suspension |
|                 | ALG           | 21            | Michaël Guigou    | 3/5           |                     |
|                 | P             | 22            | Luka Karabatic    | 0/1           |                     |
|                 | ALD           | 28            | Valentin Porte    | 4/8           |                     |
| Sélectionneur : |               |               |                   |               |                     |
| Didier Dinart   | Didier Dinart | Didier Dinart | Didier Dinart     | Didier Dinart | Averti              |

| → Légende: ALD: Ailier droit, ALG: Ailier gauche, ARD: Arrière droit, ARG: Arrière gauche, DC: Demi-centre, GB: Gardien de but, P: Pivot, X: N'a pas joué |

## Statistiques et récompenses

### Récompenses
Deux joueurs français font partie de l'équipe type de la compétition : Thierry Omeyer est élu meilleur joueur et meilleur gardien de but tandis que Nikola Karabatic est élu meilleur demi-centre.

### Buteurs
Le meilleur buteur français, Michaël Guigou, est le 13e meilleur buteur de la compétition avec 36 buts marqués.
Les statistiques détaillées de la France sont :
| Rang  | Joueur            | Tot. | Tirs | %      | Ch. | 7m | MJ | Moy. | Carton jaune | Suspension | Carton rouge | Temps de jeu    |
| ----- | ----------------- | ---- | ---- | ------ | --- | -- | -- | ---- | ------------ | ---------- | ------------ | --------------- |
| 1     | Michaël Guigou    | 36   | 46   | 78,3 % | 22  | 14 | 9  | 4,0  | 1            | 1          | 0            | 5 h 51 min 45 s |
| 2     | Nikola Karabatic  | 33   | 56   | 58,9 % | 33  | 0  | 9  | 3,7  | 3            | 9          | 1            | 7 h 16 min 15 s |
| 3     | Guillaume Joli    | 30   | 36   | 83,3 % | 5   | 25 | 9  | 3,3  | 1            | 1          | 0            | 2 h 42 min 46 s |
| 4     | Valentin Porte    | 30   | 43   | 69,8 % | 30  | 0  | 9  | 3,3  | 2            | 1          | 0            | 6 h 18 min 1 s  |
| 5     | Cédric Sorhaindo  | 29   | 38   | 76,3 % | 29  | 0  | 9  | 3,2  | 3            | 4          | 0            | 7 h 14 min 49 s |
| 6     | Daniel Narcisse   | 21   | 40   | 52,5 % | 21  | 0  | 7  | 3,0  | 0            | 1          | 0            | 3 h 38 min 14 s |
| 7     | Kentin Mahé       | 18   | 28   | 64,3 % | 18  | 0  | 9  | 2,0  | 0            | 3          | 0            | 3 h 10 min 15 s |
| 8     | Xavier Barachet   | 18   | 39   | 46,2 % | 18  | 0  | 9  | 2,0  | 3            | 7          | 0            | 5 h 41 min 53 s |
| 9     | William Accambray | 14   | 27   | 51,9 % | 14  | 0  | 9  | 1,6  | 3            | 2          | 0            | 2 h 57 min 48 s |
| 10    | Jérôme Fernandez  | 9    | 19   | 47,4 % | 8   | 1  | 9  | 1,0  | 0            | 1          | 0            | 1 h 6 min 52 s  |
| 11    | Kévynn Nyokas     | 9    | 17   | 52,9 % | 9   | 0  | 9  | 1,0  | 0            | 0          | 0            | 1 h 13 min 7 s  |
| 12    | Luka Karabatic    | 7    | 12   | 58,3 % | 7   | 0  | 9  | 0,8  | 8            | 4          | 1            | 5 h 20 min 12 s |
| 13    | Mathieu Grébille  | 3    | 8    | 37,5 % | 3   | 0  | 8  | 0,4  | 0            | 1          | 0            | 0 h 36 min 22 s |
| 14    | Igor Anic         | 2    | 3    | 66,7 % | 2   | 0  | 9  | 0,2  | 0            | 1          | 0            | 0 h 51 min 41 s |
| 15    | Cyril Dumoulin    | 0    | 0    | -      | 0   | 0  | 9  | 0    | 0            | 0          | 0            | 1 h 11 min 35 s |
| 16    | Thierry Omeyer    | 0    | 1    | 0 %    | 0   | 0  | 9  | 0    | 0            | 0          | 0            | 7 h 48 min 25 s |
| 17    | Samuel Honrubia   | 0    | 0    | -      | 0   | 0  | 1  | -    | 0            | 0          | 0            | 0 h 0 min 0 s   |
| Total | Total             | 259  | 413  | 62,7 % | 219 | 40 | 9  | 28,8 | 26*          | 36         | 2            | 9 h 0 min 0 s   |

* dont un pour le banc de touche.

### Gardiens de but
Avec une moyenne de 37,1 % d'arrêts, Thierry Omeyer possède le troisième meilleur bilan derrière l'Allemand Carsten Lichtlein (37,50 %) et l'Espagnol Gonzalo Pérez de Vargas (37,45 %).
Les statistiques détaillées des gardiens de but français sont :
| Rang  | Nom            | %      | Arrêts | Tirs | MJ | Moy. | Temps de jeu    |
| ----- | -------------- | ------ | ------ | ---- | -- | ---- | --------------- |
| 1     | Thierry Omeyer | 37,1 % | 105    | 283  | 9  | 11,7 | 7 h 48 min 25 s |
| 2     | Cyril Dumoulin | 31,5 % | 17     | 54   | 9  | 1,9  | 1 h 11 min 35 s |
| Total | Total          | 36,2 % | 122    | 337  | 9  | 13,6 | 9 h 0 min 0 s   |